# Auguste Charles César de Flahaut de La Billarderie
Pour les articles homonymes, voir Flahaut.
Auguste Charles Cesar du Flahault ou Charles Auguste César Flahaut de La Billarderie (né le 10 avril 1724 à Nesles-la-Vallée en Seine-et-Oise, mort le 29 mai 1811 à Saint-Remy-en-l'Eau dans l'Oise) fut un maréchal de camp français.  

## Famille
Il est le fils de Charles César Flahaut de La Billarderie (1669-1743) et d'Odile Cœuret de Nesle. Ses frères Charles-François de Flahaut de La Billarderie (1726-1793) et Charles Claude Flahaut de La Billarderie (1730-1810), plus connu sous le titre de comte d'Angiviller, furent également maréchaux de camp comme lui.
Il s'est marié le 16 novembre 1760 à Marie-Jeanne Françoise Richard de Pichon (4 mai 1739 ; † 24 septembre 1816, Saint-Remy-en-l’Eau), fille de Brice Richard de Pichon (21 octobre 1698, Toul ; † 23 octobre 1769, Paris), seigneur de Livry, avocat au Parlement, puis fermier général.
D'où sont nées deux filles : Odile (1761 ; † ap. 1788), mariée en 1780 à Jean Baptiste (1746 ; † 1788), marquis de La Valette, et Marie Félicité (Paris, Saint-Sulpice, 26 ou 29 septembre 1766 ; † Versailles, 21 mars 1829), mariée en 1784 à Hippolyte de Capellis.

## Biographie
Il fut deuxième marquis de la Billarderie, seigneur de Saint-Remy-en-l’Eau en Beauvaisis (Oise), maréchal de camp (1767), chevalier de Saint-Louis (1748), gouverneur de Saint-Quentin.
Auguste Charles César de Flahaut de La Billarderie, marquis d'Angiviller est nommé intendant du Jardin du Roi le 18 avril 1788, succédant ainsi à Buffon. Mais il n’entend pas grand-chose aux sciences, ni même à l’horticulture, aussi le naturaliste Louis Jean-Marie Daubenton et les personnels du Jardin du Roi, notamment les démonstrateurs, se plaignent-ils (vainement) au roi.
Ils le poussent cependant à démissionner le 25 novembre 1791, mais il continue d'exercer ses fonctions jusqu'au 1er janvier 1792.